# Strada Columna din Chișinău
Strada Columna (între 1834–sf. sec. al XIX-lea Kaușanskaia, sf. sec. al XIX-lea–1924 Nikolaevskaia, 1924–1944 str. Ștefan cel Mare, 1970–1992 str. Frunze, 1992–1993 str. Cantemir) este o stradă longitudinală de 3,6 km din orașul Chișinău. De la ea în sus s-a început parcelarea orașului nou, delimitând două sisteme urbane diferite: orașul vechi, format spontan, și orașul sistematizat. Pe o porțiune de 2¼ km, strada delimitează două sectoare urbane – Centru și Rîșcani. Restul traseului se află în sectorul Buiucani. În trecut, era strada cu cele mai multe instituții comerciale: magazine, hoteluri, birturi. Pe această stradă se aflau casele boierului Vartolomeu, a lui Zamfir Ralli-Arbore, conacul urban al lui Teodor Krupensky. Strada, în partea sa centrală (între străzile Aleksandr Pușkin și Mitropolit Gavriil Bănulescu-Bodoni) este deschisă spre Scuarul Catedralei.
La începutul sec. al XX-lea a fost deschisă o linie de tramvai pe strada Columna și tot aici a fost format un depou de tramvaie.
Strada a fost reconstruită parțial la intersecția cu str. Pușkin, unde au apărut clădiri cu 3 și 8 etaje: case de locuit, restaurante, magazine, iar mai târziu un cazinou. În zona nordică se află câteva întreprinderi industriale: Fabrica de pâine nr. 1 (nr. 166), uzina de tractoare (nr. 168–170), fabrica de bomboane „Bucuria” (nr. 162). Lângă Parcul Catedralei și-a avut sediul postul de televiziune EuTV Chișinău (nr. 106).
Pe strada Columna sunt amplasate mai multe monumente de arhitectură și istorie, printre care:
- casă de raport, nr. 48

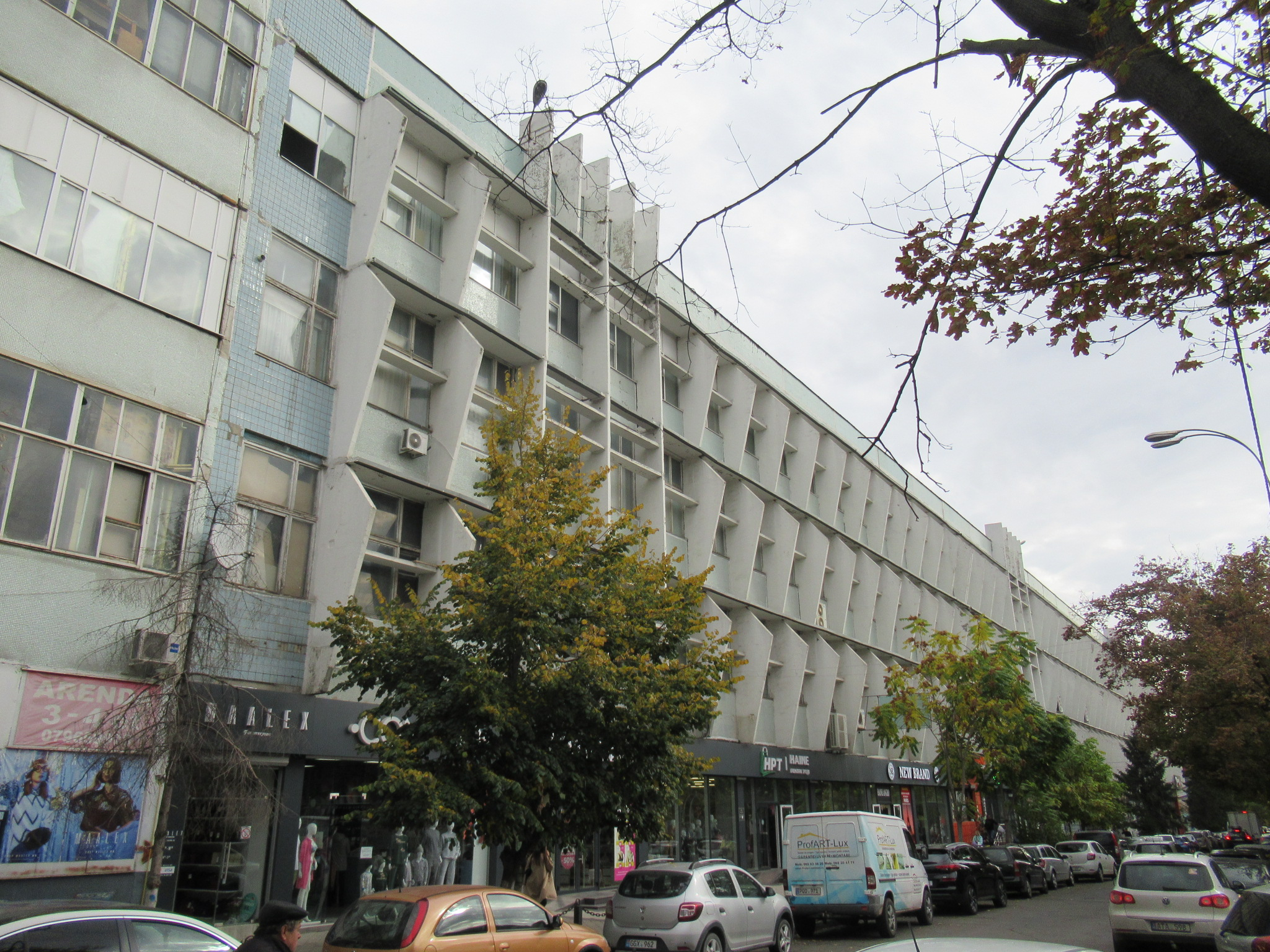
nr. 50 – fabrica de mobilă „ICAM”

- edificiu pentru funcții social-culturale, nr. 72
- casă individuală, nr. 83
- conacul urban Catargi
- conacul urban Nazarov
- casă de raport, nr. 143
- complexul de clădiri ale fostului spital evreiesc

Denumirea străzii provine de la Columna lui Traian, ridicată în anul 113 în centrul Romei.